# Горна Лука
Го̀рна Лу̀ка е село в Северозападна България. То се намира в община Чипровци, област Монтана.

## География
Село Горна Лука се намира в планински район.
Село Горна Лука, област Монтана е скътано в полите на предпланинските възвишения. От запад са чудните върхове Ганчина чука, а от юг са: Врански камък, Буни връх и Нецина планина. То е разположено край шосето, което свързва градовете Монтана и Белоградчик(III-102).
Землището граничи със селата Митровци, Превала, Смоляновци, Мартиново и гр. Чипровци. То е на 334 м над морското равнище. В тия граници със селото има 7150 дка, горите – 3484 дка и пустеещите земи – около 832 дка.
С увеличаване броя на заселниците, се завладяват и нови терени в землището. Оформят се горски площи, ливади, градини и ниви. Отделните местности получават и своите имена.
С един обход из района ще припомним имената на местностите. Започваме от източната страна на землището.
И така, равнинната част източно от селото е „Полье“. Първата височина не север е „Лозяна чука“, там са лозовите насаждения. На север по – високата част е местността „Редак“ а отгоре е „Мечит“. В ниската част на север е местността „Голяма крачтина“. Тук има имена на отделни терени, като „Голи рът“, „Врелото“. Граничеща част със замлището на с. Смоляновци е „Големи предел“, а на запад от него е „Мали предел“, след него е „Дисиовица“. На юг от село е „Нацин дол“ и „Бръшлянски дол“, „Голямо и Мало Равнище“.
Равнинната част покрай Превалската река, носи названието „Клисура“. Западно от селото е местността „Рът“, „Огранье“ и „Дългорница“. В тези местности са главно нивите на селото.
На запад от местността „Рът“ е местността „Шибьие“, а над „Огранье“ е „Дуберак“. Над „Шибьие“ е „Ганчина чука“, а от нея на юг е „Плешово“, „Пешкина мъртвина“ и „Отин камък“. Височината над „Пешкина мъртвина“ е връх „Чунгуй“, а на юг от него е „Црвена Мрътвина“, след това е „Дабин папрат“, „Пладнище“, „Лакиите“. На изток от „Лакиите“ са „Гувнище“ и „Анище“. „Анище“ е получило названието си от това, че в тази местност е минавал пътят за Видин (Бонония) от Чипровци и на това място е имало хан.
Началото си селската река води от „Лакиите“, „Жинината шобарка“, „Рудиното кладенче“. И така по течението на реката от дясната ѝ страна след „Гувнище“ е „Длбока падина“, „Горна чука“, „Чука“, „Станин рут“. Надолу към селото е „Склопът“ след него е „Беговище“, а на изток от него е „Денин пласт“ „Дикина чука“, „Мечкин густак“, „Толина чука“. В ниската част под „Толина чука“ е „Луг“ и „Две крушки“. От другата страна на „Вински дол“ е „Габрак“. На север след „Габрак“ е „Тънки рът“, намиращ се между „Лалкин дол“ и „Есенов дол“. Още на юг, след стръмната, равнинната площ е „Брод“, след него са „Брезакат“, „Макине ливаде“ и „Дебели рът“. На изток е „Орниче“. Тук са „Гръне“, „Ерска падина“ и „Ерска преслап“. На север от „Ерска преслап“ е „Нацина чука“. На североизток от нея е „Крушак“, обраснал с хубава и ненагледна дъбова гора. Под „Крушак“ до реката – „Горни и Долни Лук“.
Районът не село не е голям и почвата е песъкливо – глинеста, на места дребно камениста. Лесно поема и още по-лесно изпуска влагата, ниско плодородна. Поливни площи са градините за зеленчуци. По време, когато земята се стопанисваше от ДЗС, е построен канал за напояване на ябълковите насаждения в местността „Полье“. С непоселен труд заселниците са оформили площи за ниви, ливади и гористи масиви. Стремежът е бил всеки терен да се използва по най-добрия начин за населяването. Подходящите места за ниви да се обработват и засяват с жито, пшеница, царевица, овес, картофи.
От преданието се знае, че землището е било с буйна растителност и всякакви видове дървета. Налагало се е да се изкоренят гори, за да се оформят обработваеми площи и парцели за къщи. Шуманската махала носи името си от това, че този терен бил обрасъл с гъста растителност и е трябвало да се изсичат шумаците, за да се направи дворове и там да се построят къщите. След изкореняването на горската растителност са оформени и нивите в местностите „Рът“, „Габрак“, „Длъгорница“ „Огранье“, „Кръст“, „Орниче“ и др. По същия начин са оформени и ливадите.

### Растителност
Растителността на землището е твърде разнообразна: горски масив от бук, дъб, клен, ясен, цер, бреза, слинак, дрен, леска, храсти, глог, трънка, шипка, малина. Има иглолистни гори, но те са получени чрез залесителни мароприятня от горските органи и населението. Първото иглолистно заселяване е станало в средата на 30-те години източно от местности „Трап“ и „Сенов рът“. Масовото заселяване с иглолистни дървета започва през 1947 година. Първият залесителен обект е „Нецина чука“, която е била само с голи камъни, без всякаква растителност.
Много от хората не са вярвали, че в този камънак ще виреят дървета. Сега, който лично не е виждал голата чка, няма да повярва. Тази, някога гола чука, е непристъпна за човешкия крак. Напед с изкуствено засадените иглолистни дървета има саморасли – дъб, явор, габър, липа и др.
В ливадите се срещат: остика, горската детелина, садината, маргаритката, хвоща, папрата, лютичето, балканския здравец, тужен корен, мента, маточина, латинка, лайка, лайкучка, синчец, теменужката, есенния минзухар, пролетния кукуряк, дивата и градинската ружа, подбел, миризливата мащерка и много други, който създават естетическия комплекс на бъздействие от приподните багри и нюанси за човека, който ги използва и като лечебни средства, тревни смески за фураж и развитие на пчеларството. А копривата, щавляка (лапата), киселеца, горската печурка и яйчанката гъба, влизат като богато и разнообразно меню във вегвтарианската храна на хората. Ценят се и се използват много добре в бита.

### Животински свят
Житотинският свят от много разнообразен в миналото, започва да обеднява в района на землището. Налице са бухалът, кукумявката, совата, черна гарга, по-рядко се срещат пъстрия кълвач. Намаляват пойните птичи, славеят, чучулигата, авлигата, по-рядко се срещат костенурката и горският таралеж. От влечугите съществуват: пепелянка, усойница, слепец и смок. Няма я лястовичката със зелено златисто оцветяване на гушката и черно-белите крилца, а остава да живее селската лястовичка. Има още ястреб, гургулица, гълъби и др.
Вълкът, лисицата, дивата свиня са добре разпространени, поради което през определени сезони от годината се налага и тяхното преследване. Сърната и елените се срещат на стада из Балкана и дори слизат по-ниско, но те са често обект на бракониерство, с което се нарушава красотата на животинския баланс.
От домашните животни волът, който навремето е бил основен работен добитък, е почти изчезнал. Останалите домашни животни, като крави, овце, кози, свине са били основен поминък за населението по време на едноличните стопанства и затова са били многобройни. По-късно, в годините на колективизацията на стопанства, броят на тези животни задължително намалява. Сега, в годините на прехода, броят на домашните животни се увеличава. Конят се среща рядко, а магарето е основна работна сила.

### Климат
Климатът в района на землището е умерен. Пролетта и есента са топли, лятото-горещо, а зимата – снежна и ветровита. Валят малко дъждове, а се редят повече сушави години. Много рядко се ражда богата реколта, защото когато валят повече дъждове, реколтата изгнива, трудно се прибира, а през сушавите години, реколтата изгаря. Тези природни дадености заставят селяните много да се трудят, а малко да получават и да живеят в недоимък.
Освен основните земеделски култури – жито, царевица, ръж, овес, са отгледани овощни дървета и лозови насаждения. Още по време на османското владичество нашите предци са отглеждали лозята. По много лесен начин е засаждана, като с дървено рало се изорава нивата, набождат се лозовите пръчки, след прихващането се наторява почвата с оборска тор и се получава добра реколта. Около 1870 година се появява болестта „филоксера“ и лозовите насаждения изсъхват. Засаждат лозата отново след 1910 година. Сега обаче сортови калемки се присаждат на дива пръчка и лозата става устойчива и по-плодородна. Освен това, почвата се обогатява на дълбочина на две лопати или на около 40 см.

### Природни богатства
Освен високите дъбови и букови гори, чудни естествени ливади, природата ни е дарила с камъни – варовици в местността „Широка глама“. Дълбоко в земните недра има залежи на черни каменни въглища. Първите проучвания на залежите са започнали в 1912 година от австрйска фирма в местността „Мечкин густак“, на километър от селото до селската река. Тогава е изкопан само един травербан, дълъг 30 метра. По това време започва войната с Турция и проучването спира.
В края на 30-те години – 1939 г. започва пак проучване от частна фирма, ръководена от дядо Младен Попов. Този път проучването е от другата страна на реката, в местността „Лице“. Фирмата на дядо Младен Попов фалира и проучването пак спира.
През 1946 и 1947 година се прави пак проучване от държавна фирма и се установява, че има въглища и добри качества, но се преценява, че на този етап не е нужна тяхната експлоатация. През 1958 г. Държавно предприятие „Редки метали“ извършва сондаж в падината под местността „Плешово“, търсейки уранова руда, открива мед, а по сведения на работниците от проучването се знае, че дебелината на пласта медна руда е три метра.

## История
Теренът, на който се установяват нашите предци, представлява лъка. Това е географско понятие. В говора тази дума се изговаря като „лука“. Такова място има също на три километра източно от селото. Там е заселено село Митровци.
Географското разположение дава и името на селото. Това е Горна Лъка. Лука е диалектна дума. Съдържа праславянския корен *lonk-, с който се означава извивка на бряг (на река или на море, затова в други славянски езици думата значи „пристанище“). В диалекта формите, които съдържат старобългарска голяма носовка, се изговарят с „у“. Например „мъж“ се изговаря „муж“, „къде“ се изговаря „куде“ и т.н. Говорът е разновидност на чипровския говор и спада към пограничните (преходните) български говори.
Има и друга версия за името на селото. Тя твърди, че заселниците, които са дошли от западните покрайнини от Велика и Мала Луканя, са донесли името.
Трудно е да се каже кога е било точно началото на заселването на селището. Има твърдения, че предците ни, дошли от западните покрайнини са обикаляли района. Предполага се, че в началото са се заселили в Голяма крачтина. Търсейки най-подходящо място за заселване се натъкнали на постройка, иззидана от камък, вар и пясък, приличаща на параклис. До тази стара постройка, която съществува и сега, селяните са построили първата черква на селото. По-късно, когато селото се разраснало, към тази постройка доизградили още едно помещение, поставен бил и иконостас, на който е написано – 5 ноември 1866 година.
В проучването за началото на селото, извършени от нашия родолюбив селянин Кирил Стефанов, се сочат три исторически документа.
Първият документ е чернова на писмо, намерено в гр. Дубровник, Югославия от професор Петър Петров, историк, в което чипровски болярин пише на султана да му изплати данъка на имотите, негова собственост, намираща се в района на гр. Чипровци, с. Железна и с. Горна Лука. За това писмо е направено съобщение по радио София през 1984 година.
Втория документ е турски регистър, който се намира в Народната библиотека в гр. София. В него се сочи че село Горна Лука и селата Митровци и Превала през 1666 година са си платили данъка (регистър на берковския кадия).
Третият документ е открит лично от Кирил Стефанов в Народната библиотека в гр. София. Това е турски регистър, сигнатура 28а.е.;47. В него се сочи, че село Горна Лука, Берковско е изплатило през 1666 година поголовния си данък (християнския данък).
Жители на селото взимат участие в Чипровското въстание от 1688 година.
Жителите на селото празнуват общоселски събор на 24 Май Денят на Славянската писменост и култура като се събират на родови срещи.

## Природни забележителности
Природна даденост е пещерата „Мишин камик“. Тя се намира на междата със землището на с. Превала. Теренът около пещерата е обрасла с храсти от леска, тръни, глогини и разни други, но вътре като се тръгне по главната галерия на запад се влиза в една широка зала, от тавана на която се спуска кух сталагмит, приличащ на камбана. Звукът, който той издава при удар наподобява камбанен звън. Затова тази зала е наречена „Камбаната“. От нея се излиза на интересен площад, а наблизо в един коридор, природата е изваяла фантастичен водопад. Вляво, през чудно засводен коридор, се отива при голямата „Арфа“, сдиплени сталактити, издаващи различни тонове. Следва щироко отверстие което отвежда до много езерца с кристална вода. В една от страничните галерии е моделирана истинска воденица с камък, кош и мливар. Всички фоайета отвеждат в колонната зала, подпряна от два чудновати стъбла.
В дъното на залата е балконът. Долу, край езерото, стърчи от сталактити наподобяват посетители. Отсреща е сцената, върху която се спуска мраморна завеса.
Има и една малка пещера в местността „Печ“ (на диалекта „печ“ значи „пещера“), която е известна с езерцата си. Тя се намира северно от двора на бившето стопанство. В миналото тази пещера е посещавана от хората всяка година на 22 март – Младенци. При тази етнографска група на празника Младенци младите хора се събират извън селището – младежи и девойки. Това е старинен славянски обичай, разработен в сюжета на балета „Пролетно тайнство“ на Игор Стравински. За здраве се пие вода от езерцата и се измива лицето.
Интересна е и Живкова дупка.

## Личности
- Тодор Токин (1893 – 1967), български партизанин
- Красимир Токин - лекар Хирург  почетен гражданин на гр. Монтана
- ИГНАТ ПОПОВ кмет на гр. Монтана пет мандата - постигнал преобразуването на  с. Голяма Кутловица  в град Фердинанд по настоящем Монтана
- Доц. Радиум Токин. Доктор на медицинските науки. Завежда катедра по акушерство и гинекология във ВМИ-Варна.

## Културни забележителности
В района на землището има останки от старинни паметници.
Освен олтара на един километър от селото към с. Превала в местността „Градишки венец“ има останки от римска крепост.
Текстът е добавен от Галя Живкова а данните са взети от Книга за село Горна Лука издадена от Любомир Антов.

## Други
- Пещерата Мишин камък